# Jabez Olssen
Jabez Olssen (Dunedin, 5 augustus 1975) is een Nieuw-Zeelandse filmmonteur. Hij is vooral bekend van zijn samenwerkingen met regisseur Peter Jackson.

## Carrière
Jabez Olssen studeerde in 1998 af aan de South Seas Film School in Auckland.
Hij startte zijn carrière in 1998 als monteur van twee Nieuw-Zeelandse televisieprogramma's. In 2000 werkte hij ook mee aan de Amerikaanse sciencefictionserie Cleopatra 2525. Aan het begin van zijn loopbaan monteerde hij ook reclamespots.
Vervolgens werd Olssen omwille van zijn ervaring met Avid en special effects aangenomen om mee te werken aan de montage van The Lord of the Rings: The Fellowship of the Ring (2001). In de daaropvolgende jaren assisteerde hij ook bij de montage van de blockbusters The Lord of the Rings: The Two Towers (2002), Lara Croft Tomb Raider: The Cradle of Life en King Kong. Samen met hoofdmonteur Michael Horton werd hij in 2003 genomineerd voor BAFTA Award voor zijn werk aan The Two Towers.
In 2009 was Olssen de monteur van de dramafilm The Lovely Bones, dat eveneens geregisseerd werd door Peter Jackson, met wie hij eerder had samengewerkt aan The Lord of the Rings en King Kong. In de daaropvolgende jaren was hij ook de hoofdmonteur van Jacksons The Hobbit-trilogie.

## Filmografie

### Als monteur
- The Lovely Bones (2009)
- The Hobbit: An Unexpected Journey (2012)
- The Hobbit: The Desolation of Smaug (2013)
- The Hobbit: The Battle of the Five Armies (2014)
- Rogue One: A Star Wars Story (2016)
- They Shall Not Grow Old (2018)
- Jurassic World Rebirth (2025)

### Als lid van de montage-afdeling
- Cleopatra 2525 (2000) (1 aflevering)
- Jack of All Trades (2000) (2 afleveringen)
- The Lord of the Rings: The Fellowship of the Ring (2001)
- The Lord of the Rings: The Two Towers (2002)
- Lara Croft Tomb Raider: The Cradle of Life (2003)
- King Kong (2005)
- The Adventures of Tintin: The Secret of the Unicorn (2011)